# اومدپور
اومدپور (به لاتین: Umedpur) یک روستا در بنگلادش است که در استان باریسال و در ناحیه پیروج‌پور واقع شده است.